# Cycloctenus cryptophilus
Cycloctenus cryptophilus är en spindelart som beskrevs av Hickman 1981. Cycloctenus cryptophilus ingår i släktet Cycloctenus och familjen Cycloctenidae.
Artens utbredningsområde är Tasmanien. Inga underarter finns listade i Catalogue of Life.